# Henrik Eriksson (ishockeyspelare född 1990)
Henrik Eriksson, född 15 april 1990 i Västerhaninge, Sverige, är en svensk professionell ishockeyspelare. Från säsongen 2021/2022 spelar Eriksson för Vasa Sport.

## Karriär
Efter nio raka säsonger i Djurgårdens IF fick Eriksson lämna klubben och han skrev inför säsongen 2021/2022 på ett ettårskontrakt med finska Vasa Sport. Eriksson gjorde 23 poäng, varav 14 mål på 59 matcher i FM-ligan och var laget bästa målgörare under säsongen. I april 2022 förlängde han sitt kontrakt med en säsong.

## Klubbar
- Huddinge IK (2005/2006)
- Djurgårdens IF (2006/2007–2009/2010)
- Mora IK (2009/2010, lån)
- Mora IK (2010/2011–2011/2012)
- Djurgårdens IF (2012/2013–2020/2021)
- Vasa Sport (2021/2022–)